# Suncokret
Suncokret (jelentése: Napraforgó) egy jugoszláv rockzenekar, melyet Bora Đorđević alapított Belgrádban 1975 januárjában. Számos televíziós fellépés és koncert mellett szerepeltek az Omladina '76 és a Beogradsko Proleće '76 fesztiválokon is. 1979-ben feloszlottak, azonban 1995-ben és 2011-ben újra összeálltak egy-egy fellépés erejéig.

## Tagok
- Bora Đorđević (gitár, vokál)
- Nenad Božić (gitár, vokál)
- Snežana Jandrlić (vokál)
- Vesna Rakočević (vokál)
- Gorica Popović (vokál)
- Biljana Krstić (vokál)
- Miodrag-Bata Kostić (basszus)
- Duško Nikodijević (billentyűs hangszerek)
- Ljubinko Milošević (dob)
- Branko Isaković (basszus)
- Ivan Vdović Vd (dob)
- Dušan Bezuha Duda (gitár, vokál)
- Vladimir Golubović (dob)
- Dragan Miljanović (billentyűs hangszerek)

## Diszkográfia

### Nagylemez
- Moje bube (1977)

### Kislemezek
- "Kara Mustafa" / "Moje tuge" (1975)
- "Gde ćeš biti, lepa Kejo" / "Pusto more, pusti vali" (1976)
- "Rock 'n' Roll duku duku" / "Gili gili blues" (1976)
- "Oj, nevene" / "Tekla voda" (ZKP RTLJ 1976)
- "Imam pesmu za sve ljude" / "Čovek koga znam" (1978)
- "Dlakavo čudo" / "Noćna ptica" (1979)
- "Sviće novi dan" / "Tvoja mama gunđa protiv mene" (1979)